# Канільяс-де-Есгева
Канільяс-де-Есгева (ісп. Canillas de Esgueva) — муніципалітет в Іспанії, у складі автономної спільноти Кастилія-і-Леон, у провінції Вальядолід. Населення — 94 особи (2010).
Муніципалітет розташований на відстані близько 150 км на північ від Мадрида, 50 км на схід від Вальядоліда.

## Демографія
Динаміка населення (INE ):